# ميغيل سانسوريس
ميغيل سانسوريس (بالإسبانية: Miguel Sansores) (28 أبريل 1991 بماردة في المكسيك - ) هو لاعب كرة قدم مكسيكي في مركز الهجوم. لعب مع Cruz Azul Hidalgo ‏ ونادي موريليا الرياضي وVenados F.C. ‏ وطوروس نيزا.

## وصلات خارجية
- ميغيل سانسوريس على موقع إي إس بي إن إف سي (الإنجليزية)
- ميغيل سانسوريس على موقع قاعدة بيانات كرة القدم.إي يو (الإنجليزية)
- ميغيل سانسوريس على موقع Soccerway.com (الإنجليزية)
- ميغيل سانسوريس على موقع AS.com (الإسبانية)